# 保罗·范阿斯布鲁克
保罗·范阿斯布鲁克（荷蘭語：Paul Van Asbroeck，1874年5月1日—），比利时男子射击运动员。他曾代表比利时参加1900年、1908年、1920年、1924年和1936年夏季奥林匹克运动会射击比赛，获得一枚金牌、一枚银牌和一枚铜牌。